# Richard Stallman et la révolution du logiciel libre
 (avril 2023).
Richard Stallman et la révolution du logiciel libre est un récit biographique sur Richard Stallman, écrit par Sam Williams (en), Christophe Masutti et Richard Stallman. Il est publié le 21 janvier 2010 sous licence libre par la maison d’édition Eyrolles.

## Sujet
Richard Stallman est un programmeur américain et militant du logiciel libre. Le journaliste Sam Williams retrace sa vie pour mieux comprendre la démarche politique du mouvement du logiciel libre et son impact plus global sur toute la société.
Il permet également de comprendre l’histoire et l’avenir de l’informatique sous l’angle éthique du libre, qui place les fondements philosophiques au cœur de l’action du mouvement du logiciel libre.
C’est enfin le récit historique du système GNU, aujourd’hui largement utilisé à travers le monde, avec ses variantes GNU/Linux.

## Historique
Ce livre est né d’une initiative du réseau Framasoft, menée par Christophe Masutti et Alexis Kauffmann, visant à traduire l'ouvrage de Sam Williams (en), Free as in Freedom: Richard Stallman's Crusade for Free Software (en), publié en 2002.
Puis, cette traduction est amendée par Richard Stallman et retravaillée par Christophe Masutti en un véritable fork : les trois quarts du livre sont ainsi des modifications et des ajouts à l'ouvrage américain.
La médiatisation de Richard Stallman et la révolution du logiciel libre permet une exposition du logiciel libre dans les grands médias.
En décembre 2013, une deuxième version du livre est publiée : elle inclut dans les annexes des traductions d’articles et de comics du site personnel de Richard Stallman.

### Ouvrages annexes
- (en) Sam Williams, Free as in Freedom : Richard Stallman's Crusade for Free Software, O'Reilly Media, 2002, 240 p. (ISBN 978-0596002879)
- (en) Richard M. Stallman (préf. Lawrence Lessig), Free Software, Free Society : Selected Essays of Richard M. Stallman, GNU Press, 2010, 266 p. (ISBN 978-1441436207)